# P. A. Ibrahim Haji
Pallikere Abdulla Ibrahim (Kasaragod, Kerala, Raj británico, 6 de septiembre de 1943-21 de diciembre de 2021) fue un ingeniero y empresario indio multimillonario afincado en los Emiratos Árabes Unidos. Cosechó grandes éxitos en los sectores de la educación, la automoción y la joyería, entre otros.  Fue presidente del grupo PACE Education, fundador y vicepresidente de la Indus Motor Company, y copresidente e inversor clave de Malabar Gold.

## Primeros años
Nació el 6 de septiembre de 1943, en Pallikkere, en Kasaragod, Kerala, India. Sus padres eran Abdulla Ibrahim Haji, comerciante textil, y Aysha. Asistió a la Escuela Gubernamental Mappila LP, y más tarde a la Escuela Gubernamental de Pesca de Kottikulam. Tras completar sus estudios, se diplomó e ingeniería automotríz en Chennai.

## Carrera
En 1999, creó el Grupo de Educación del PACE, una fundación educativa que imparte educación desde el jardín de infancia hasta los niveles superiores de la enseñanza secundaria en planes de estudio indios y británicos, además de ofrecer títulos de grado y postgrado en ingeniería y gestión en los  Emiratos Árabes Unidos e India.
Fue presidente del Grupo Educativo PACE y copresidente del Grupo Malabar. También fue fundador y vicepresidente de Indus Motor Company.

## Honores
- Seleccionado por la Universidad Tecnológica APJ Abdul Kalam como miembro del Consejo de Administración de la Universidad Tecnológica APJ Abdul Kalam, que es el organismo de afiliación para la educación técnica en Kerala, India.[16]
- Premio C H en memoria de C H Mohammed Koya, exministro jefe de Kerala.[17]
- Premio Pravasi Ratna (SEP-2005) concedido en el encuentro mundial de los NRI.[18]
- Premio Garshom a la trayectoria de la vida 2017 K.[19]
- Premio en memoria de Avukader Kutty Naha 2013.[20]
- Premio en memoria de K.S. Abdullah 2016, presentado por el comité de Kasaragod KMCC Sharjah.[21]
- Título honorífico de Doctor en Letras, Honoris Causa (Hon. D. Litt.), por la Universidad de Ciencia y Tecnología de Meghalaya.[22][23][24]

## Fallecimiento
El 21 de diciembre de 2021, sufrió un derrame cerebral en Dubái. Fue trasladado a Kozhikode en una ambulancia aérea, antes de morir el 21 de diciembre de 2021 a los 78 años, en el hospital Aster MIMS de Kozhikode.  Su funeral se completó en la Vettikode Najmul Huda Madrasa de Manjeri.